# Solane
La Solane est un ruisseau français du département de la Corrèze, affluent en rive droite de la Corrèze et sous-affluent de la Dordogne par la Vézère.

## Géographie
La Solane prend sa source vers 450 mètres d'altitude en bordure de l'autoroute A89 sur la commune de Naves, deux kilomètres au nord-ouest du bourg, entre les lieux-dits Bach et Faugères.
Elle passe à l'ouest du village de Naves puis reçoit son principal affluent, le ruisseau de la Vigne en rive gauche et entre dans la ville de Tulle par le nord. 
Jusqu'au XXe siècle, la Solane s'écoulait à l'air libre et traversait Tulle dans des passages qui ont été aménagés en rues. Elle se jette dans la Corrèze en rive droite, au centre-ville de Tulle, à proximité de la cathédrale Notre-Dame.
La Solane est longue de 7,6 km pour un bassin versant de 16 km2, entièrement inclus dans le département de la Corrèze.

### Affluents
Parmi les quatre affluents de la Solane répertoriés par le Sandre, le plus long avec 5,8 km est le ruisseau de la Vigne qui passe à l'est de Naves et rejoint la Solane en rive gauche au nord de Tulle.

### Département et communes traversés
À l'intérieur du département de la Corrèze, la Solane n'arrose que deux communes, Naves en amont et Tulle en aval.

## Toponymie
Solane viendrait de l'occitan où elle désignerait une parcelle exposée au sud et au soleil.

## Monuments ou sites remarquables à proximité
- L'église Saint-Pierre de Naves et son retable
- Tulle et ses nombreux monuments dont la cathédrale Notre-Dame